# Etelberto II dell'Anglia orientale
Etelberto (in antico inglese Æðelbrihte, ÆÞelberhte, in inglese Aethelbert; ... – Herefordshire, 20 maggio 794) fu re dell'Anglia orientale nell'VIII secolo. È venerato come santo dalla Chiesa cattolica che lo celebra il 20 maggio.
Sarebbe salito sul trono nel 779 e fu poi detronizzato e fatto in circostanze poco chiare da Offa di Mercia; secondo la leggenda, recatosi alla corte di Offa per chiedere la mano di sua figlia Alfreda, venne ucciso in una congiura dalla regina Cynethryth. I sovrani di Mercia regnarono per oltre 30 anni sull'Anglia orientale. Aethelbert fu venerato come santo nell'Anglia orientale e divenne il protagonista di molte vite (scritte a partire dall'XI secolo). La cattedrale di Hereford è dedicata a lui.